# Diego Jordano Salinas
Diego Jordano Salinas (Córdoba, 4 de octubre de 1950-Córdoba, 28 de diciembre de 2023) fue un abogado y político español. Presidente del Partido Popular de Córdoba (1986-1993).

## Biografía
Diego nació en Córdoba en 1950. Licenciado en Derecho en la Universidad de Sevilla, se especializó en Derecho de sociedades.
Comenzó su carrera política de la mano de Antonio Hernández Mancha. Fue diputado en las Cortes Generales por Alianza Popular (1982-1989), y por el Partido Popular (1989-1993). Durante esas cuatro legislaturas ocupó diversos cargos: vicepresidente y secretario de la Comisión de Relaciones con el Tribunal de Cuentas; vocal de la Comisión de Justicia e Interior; de la de Agricultura, Ganadería y Pesca; y de la Comisión Mixta para las Relaciones con el Tribunal de Cuentas; y se especializó en temas agrarios.
Fue presidente del Partido Popular de Córdoba (1986-1993), y secretario general del Partido Popular de Andalucía (1990-1993). La Ley de Extranjería fue causa de profundas discrepancias con su propio partido.
Fue un destacado defensor de las infraestructuras fundamentales para la provincia de Córdoba, como la Autovía  Córdoba-Antequera, en unos años en los que se hacía necesaria la puesta en marcha del desdoblamiento de la N-331, para tratar de disminuir sus altos índices de siniestralidad.
Concluida su carrera política, regresó a CajaSur, donde había trabajado en los tiempos en que era Monte de Piedad. Primero como responsable de la Asesoría Jurídica, después como adjunto al director general, y finalmente como director general Institucional y de los Servicios Jurídicos (2003). En esos años, defendió la Ley de Cajas (1999) que llegó al Tribunal Constitucional, liderando la oposición frente al PSOE que intentaba controlar CajaSur. Tras salir de la entidad bancaria (2007) señaló en una entrevista que «Mi lealtad profesional y personal no se ha visto correspondida».
Fue presidente —durante once años— de la plaza de toros de Córdoba por su gran afición a la Fiesta nacional.
Diego estaba casado con Catalina (Katina) López Reina, con quien tuvo cuatro hijos: Marta, José, Diego y Beatriz Jordano López.